# Novembre 1937

## Événements
- 3 - 24 novembre : la conférence de Bruxelles condamne l’agression japonaise en Chine.
- 5 novembre : protocole Hossbach prévoyant l’incorporation de l’Autriche et de la Tchécoslovaquie à l’Allemagne.
- 6 novembre : 
  - adhésion du royaume d'Italie au pacte anti-Komintern. Mussolini donne le feu vert à Hitler pour l’Anschluss.
  - début des fusillades des 17 Roses de Guillena, républicaines exécutées par les nationalistes espagnols en Andalousie.
- 9 novembre : les troupes japonaises prennent Shanghai.
- 10 novembre (Brésil) : le président Getúlio Vargas, par un coup d’État présidentiel, impose une nouvelle dictature, qu’il baptise l’Estado Novo (État nouveau).
  - Élections à la présidence : le chef du parti intégraliste Plínio Salgado se présente contre le protégé de Vargas. Le gouverneur de São Paulo, Armando de Sales Oliveira, regroupe tous les tenants de la República Velha. L’issue du scrutin paraissant incertaine, Vargas prétexte la découverte du Plan Cohen, complot communiste forgé de toutes pièces, pour supprimer les élections, dissoudre le Congrès et se donner des pouvoirs dictatoriaux.
  - C’est le début de l’Estado Novo (fin en 1945). L’État d’urgence est proclamé et une nouvelle constitution est imposé par Vargas. Un plébiscite était prévu mais ne sera jamais organisé. Le président légifère par décret. La presse est soumise à la censure. Une force de police spéciale est créée pour éliminer toute résistance au régime, au besoin par la torture. Les partis politiques sont dissous. Vargas s’appuie sur le peuple et la bourgeoisie des villes contre les grands propriétaires et réussit à neutraliser ou désarmer ceux d’entre eux qui comme coronéis locaux, lui font de l’opposition.
  - Vargas offre au dirigeant d’extrême droite Plínio Salgado (intégraliste) un poste au gouvernement que celui-ci refuse.
  - Vargas met en place un régime corporatiste directement inspiré du fascisme italien. Le mouvement ouvrier est totalement encadré par l’Estado Novo. Une bureaucratie syndicale cooptée fait son apparition et le nombre d’adhérents passe de 180 000 en 1930 à 475 000 en 1945.
- 12 novembre :
  - inauguration de l'aéroport du Bourget par le président Albert Lebrun et le ministre Pierre Cot. Architecte Georges Labro. Il a été détruit lors de la Seconde guerre mondiale et reconstruit après guerre.
  - Inauguration de l’aéroport international du Bourget, dans la banlieue nord de Paris.
- 19 novembre : à Bonneville Salt Flats, George E. T. Eyston établit un nouveau record de vitesse terrestre : 502,11 km/h.
- 26 novembre : Hjalmar Schacht est démis de ses fonctions de Ministère du Reich à l'Économie.

## Naissances
- 1er novembre : Rafael Girón, matador vénézuélien († 25 avril 2001).
- 4 novembre : Michael Wilson, diplomate, homme politique fédéral et chef d'entreprise († 10 février 2019).
- 5 novembre : Hervé Télémaque, artiste peintre français († 10 novembre 2022).
- 6 novembre : Gerry St. Germain, homme politique.
- 11 novembre : Stephen Lewis, homme politique, communicateur, diplomate et animateur de radio.
- 12 novembre : Richard H. Truly, astronaute américain († 27 février 2024).
- 20 novembre : René Kollo, ténor allemand.
- 22 novembre : Zenon Jankowski, aspirant-spationaute polonais.
- 26 novembre :
  - Léo Lacroix, skieur.
  - Boris Yegorov, cosmonaute soviétique († 12 septembre 1994).
- 28 novembre : Nicole-Claude Mathieu,  Anthropologue, maître de conférences et féministe matérialiste (†  9 mars 2014).
- 30 novembre : Ridley Scott, réalisateur, producteur et homme d'affaires britannique.

## Décès
- 2 novembre : Félix Gaffiot, professeur agrégé, créateur d'un dictionnaire latin-français qui fait référence (° 1870).
- 11 novembre : Joseph Paganon, ministre de la IIIe République.
- 23 novembre : George Albert Boulenger, zoologiste britannique d’origine belge (° 1858).
- 28 novembre : James Naismith, inventeur du basket-ball.
- 29 novembre : Eugène de Barberiis, peintre français (° 9 mars 1851).